# Ophiomyia stricklandi
Ophiomyia stricklandi este o specie de muște din genul Ophiomyia, familia Agromyzidae, descrisă de Sehgal în anul 1971.
Este endemică în Alberta. Conform Catalogue of Life specia Ophiomyia stricklandi nu are subspecii cunoscute.